# Barry M. Rubin
Barry M. Rubin (hebräisch בארי רובין; 1950–2014) war ein amerikanisch-israelischer Sachbuchautor.
Rubin war der Direktor des Global Research in International Affairs Center (heute Rubin Center), Autor der Middle East Review of International Affairs (MERIA) und ein Professor beim Interdisciplinary Center (IDC) in Herzlia, Israel. Er war zudem Herausgeber der Zeitschrift Turkish Studies.

## Werke (Auswahl)
- The Israel-Arab Reader
- The Long War for Freedom: The Arab Struggle for Democracy in the Middle East
- The Truth About Syria